# 안녕! 틴틴팅클
《안녕! 틴틴팅클》은 난(NAN) 작가의 인스타툰 《틴틴팅클》을 바탕으로 (주)아트플러스엠에서 만든 애니메이션으로 MBC에서 2025년 7월 6일부터 매주 일요일 오전 7시 10분에 방영 중이다.

## 방송 일시
| 방송 채널 | 방송일           | 방송 시간             |
| --------- | ---------------- | --------------------- |
| MBC TV    | 2025년 7월 6일 ~ | 매주 일 오전 7시 10분 |

## 등장인물
- 틴틴
- 팅클
- 베리
- 미니
- 콩물

## 목소리 출연
- 김나혜: 틴틴
- 강규리: 팅클, 팅클 엄마
- 서다혜: 베리
- 박시윤: 미니
- 김예림: 콩물
- 한경화: 탱글, 콩물 할머니
- 조경아: 석기
- 박상훈: 팅클 아빠
- 정의진

## 주제가
- 여는 노래: 노래 시작했다

작곡/편곡: Junto
작사: Junto, 유한별, 이진
가수: 강은애
- 닫는 노래: 노래 끝났다

작곡/편곡: Junto
작사: 유한별
가수: 팅클

## 제작진
- 총감독: 원혜민
- 기획: 유한별
- 시나리오: 유한별 허재선
- PD: 이현정 유한별
- 스토리보드: 원혜민 정혜인 김정희 임창묵
- 캐릭터 아트웍: 이희진 박보은 조세민 문기림 이지윤 전승호
- 배경 아트웍: 박보은 조세민 이지윤 문기림
- 배경 제작: 조세민 박보은 이지윤 문기림 유가람 장효원
- 세팅: 이희진 정혜인 차정연 이예빈 김부용 김화현
- 애니메이팅: 원혜민 이희진 정혜인 차정연 이건우 김부용 김화현
- 편집: 이진 권예빈 AndrewTanFusing

## 방영 목록
| 회차 | 주제             | 방송 일자       |
| ---- | ---------------- | --------------- |
| 1화  | 저금통           | 2025년 7월 6일  |
| 1화  | 방귀             | 2025년 7월 6일  |
| 1화  | 눈물 자국        | 2025년 7월 6일  |
| 2화  | 속도             | 2025년 7월 13일 |
| 2화  | 병아리           | 2025년 7월 13일 |
| 2화  | 교과서 같이 보기 | 2025년 7월 13일 |
| 3화  | 초코가루         | 2025년 7월 27일 |
| 3화  | 밥               | 2025년 7월 27일 |
| 3화  | 기다림           | 2025년 7월 27일 |
| 4화  | 공개수업         | 2025년 8월 3일  |
| 4화  | 원어민           | 2025년 8월 3일  |
| 4화  | 제비뽑기         | 2025년 8월 3일  |
| 5화  | 준비성           | 2025년 8월 10일 |
| 5화  | 운동회           | 2025년 8월 10일 |
| 5화  | 내 동생          | 2025년 8월 10일 |
| 6화  | 오늘의 친구      | 2025년 8월 17일 |
| 6화  | 공부             | 2025년 8월 17일 |
| 6화  | 비 오는 날       | 2025년 8월 17일 |

## 결방 및 편성안내
- 2025년 7월 20일: MBC 뉴스특보의 관계로 인해 결방했다.